# Haramoš
Haramoš (také Haramosh Peak nebo Peak 58) je hora vysoká 7 406 m n. m. nacházející se v pohoří Karákóram v Pákistánu. Od vrcholu Haramoš 18 km severně leží hora Malubiting a 12,5 km severovýchodně se nachází vrchol Haramoš II.

## Historie výstupů
Haramoš byl poprvé prozkoumán v roce 1947 švýcarskou expedicí a německým týmem v roce 1955 ze severozápadu. V roce 1957 se skupina horolezců z Oxfordské univerzity marně snažila s Tonym Streaterem, Johnem Emerym, Bernardem Jillotem a Rayem Cuthbertem o první výstup, který musel být zastaven po opakovaných kalamitách. Jillot a Cuthbert se zabili, Streather a Emery přežili. Emery utrpěl těžké omrzliny a přišel o všechny prsty. Příběh této expedice zachytil Ralph Barker v knize The Last Blue Mountain.
Prvovýstup na Haramoš se zdařil 4. srpna 1958 týmu Rakušanů s Heinrichem Roissem, Stefanem Pauerem a Franzem Mandlem severovýchodním sedlem, tedy asi stejnou cestou neúspěšného výstupu z roku 1957. Dalšími členy expedice byli Rudolf Ebner a Rudolf Hammerschlag. Jako součást příprav byly vylezeny boční vrcholy Mani Peak I, Mani Peak II a Mani Peak IV.
Od té doby byly zaznamenány pouze tři další výstupy: v roce 1978 japonskou expedicí západní stranou, v roce 1979 výstup, ke kterému nejsou zaznamenány bližší informace a v roce 1988 polskou skupinou z jihozápadu.